# Glendive
Glendive é uma cidade localizada no estado americano de Montana, no Condado de Dawson.

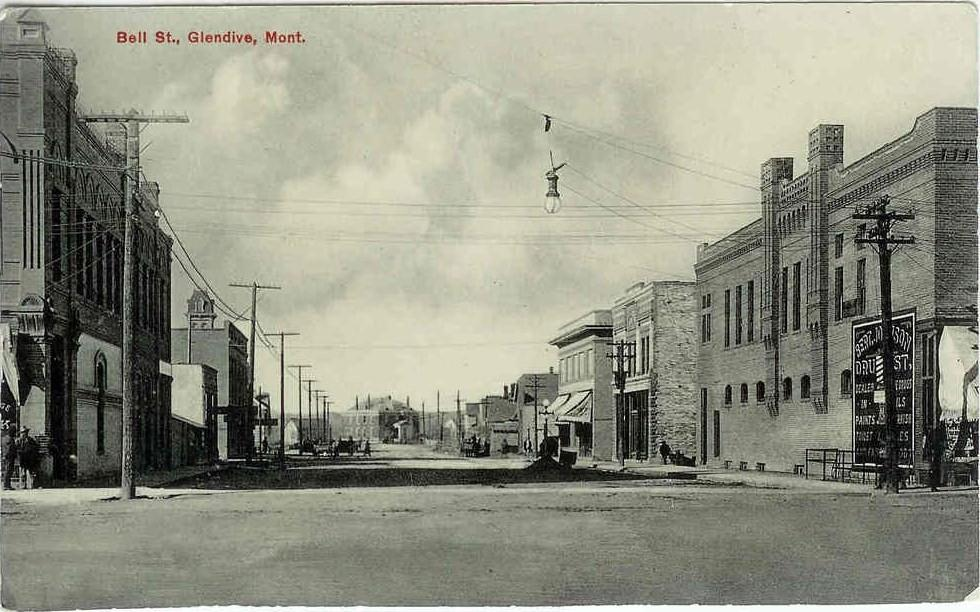
Postal de Glendive de 1913

## Demografia
Segundo o censo americano de 2000, a sua população era de 4729 habitantes.
Em 2006, foi estimada uma população de 4643, um decréscimo de 86 (-1.8%).
Em 2010, a população era de 4.935 habitantes, de acordo com o censo efetuado naquele ano.

### Evolução demográfica
- 1880 — 500 habitantes
- 1890 — 720
- 1900 — 1200
- 1910 — 2428
- 1920 — 3816
- 1930 — 4629
- 1940 — 4524
- 1950 — 5254
- 1960 — 7058
- 1970 — 6305
- 1980 — 5978
- 1990 — 4802
- 2000 — 4729
- 2010 — 4935
- 2011 — 4947

Em 2010, a população era de 4.935 habitantes, de acordo com o censo efetuado naquele ano.

## Geografia
De acordo com o United States Census Bureau tem uma área de
8,7 km², dos quais 8,6 km² cobertos por terra e 0,1 km² cobertos por água. Glendive localiza-se a aproximadamente 623 m acima do nível do mar.

## Localidades na vizinhança
O diagrama seguinte representa as localidades num raio de 48 km ao redor de Glendive.